# Luchtmacht van de Republiek China
De Luchtmacht van de Republiek China, kortweg ROCAF, is de luchtmacht van de de facto onafhankelijke Oost-Aziatische eilandstaat Taiwan. Het land vliegt met westerse toestellen, met de Mirage 2000, F-16 en de lokaal ontwikkelde F-CK-1 als primaire gevechtsvliegtuigen. De hoofdtaak van de luchtmacht is het verdedigen van Taiwan tegen de Volksrepubliek China, waarmee het land al een halve eeuw in conflict ligt.

## Geschiedenis

### Republiek China (1912-1949)

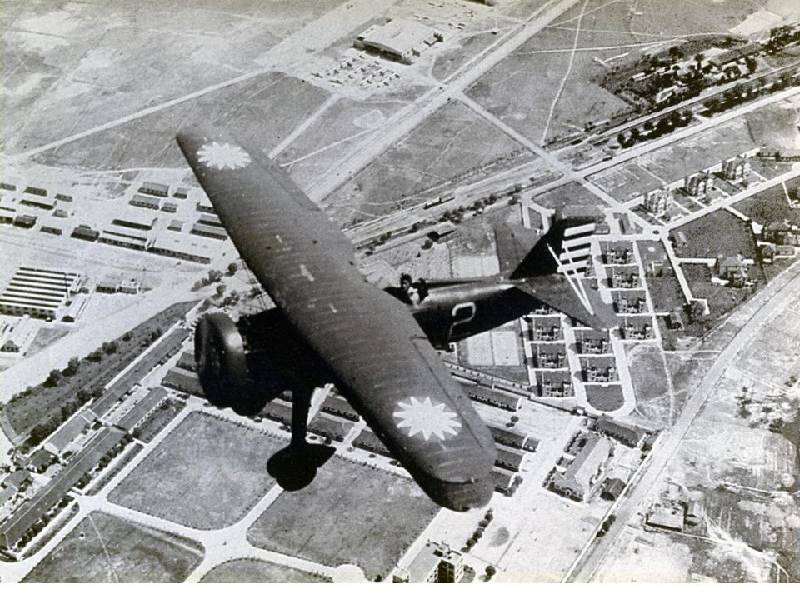
Een Chinese Curtis Hawk II in 1937.

Het Chinese luchtvaartministerie werd gevormd in 1920, toen de republiek nog het gezag uitoefende over het vasteland van China. In die periode vochten verschillende krijgsheren om de macht, en zij kochten een verscheidenheid aan vliegtuigen ten behoeve daarvan. In 1928 herenigde het land onder de centrale overheid. Gedurende de Tweede Chinees-Japanse Oorlog speelde de ROCAF een ondersteunende rol en bombardeerde Japanse schepen en troepen. Er werd toen vooral met de Amerikaanse Curtis Hawk en Boeing P-26 gevlogen.

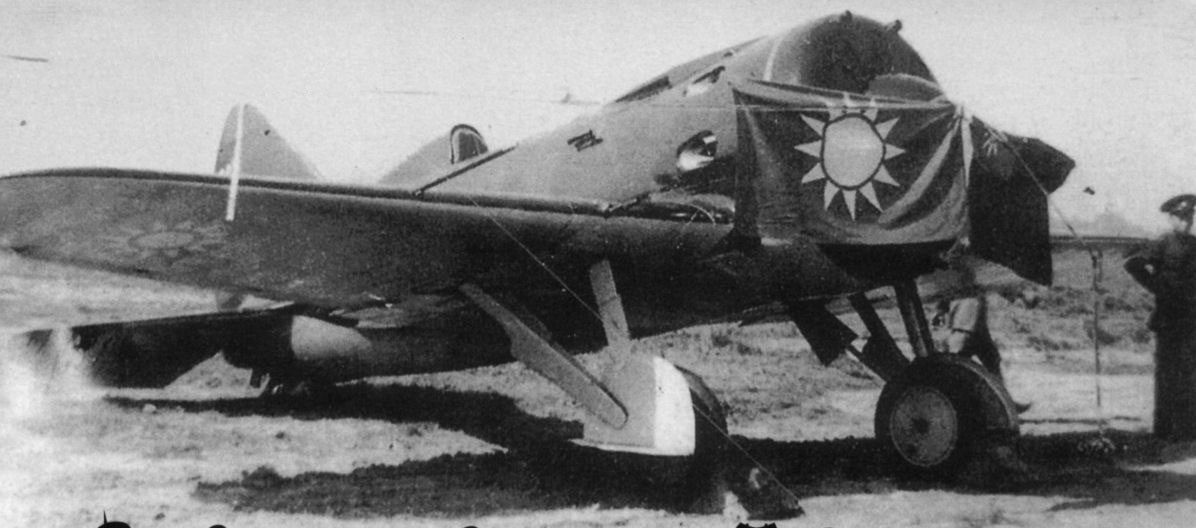
I-16 met Chinese vlag op de neus en een Russische vrijwilliger naast het toestel.

Op 21 augustus 1937 sloot China met de Sovjet-Unie een niet-aanvalsverdrag. China werd in de gelegenheid gesteld wapens op krediet te kopen. Er kwamen zo'n 900 vliegtuigen het land binnen, waaronder Polikarpov I-15s en I-16s. Verder kwamen er 2000 piloten mee die ook vlogen tegen de Japanners. In april 1941 sloot de Sovjet-Unie een Neutraliteitsverdrag met Japan, hiermee kwam een einde aan de levering van wapens. De laatste zending kwam in augustus 1941 in China aan.

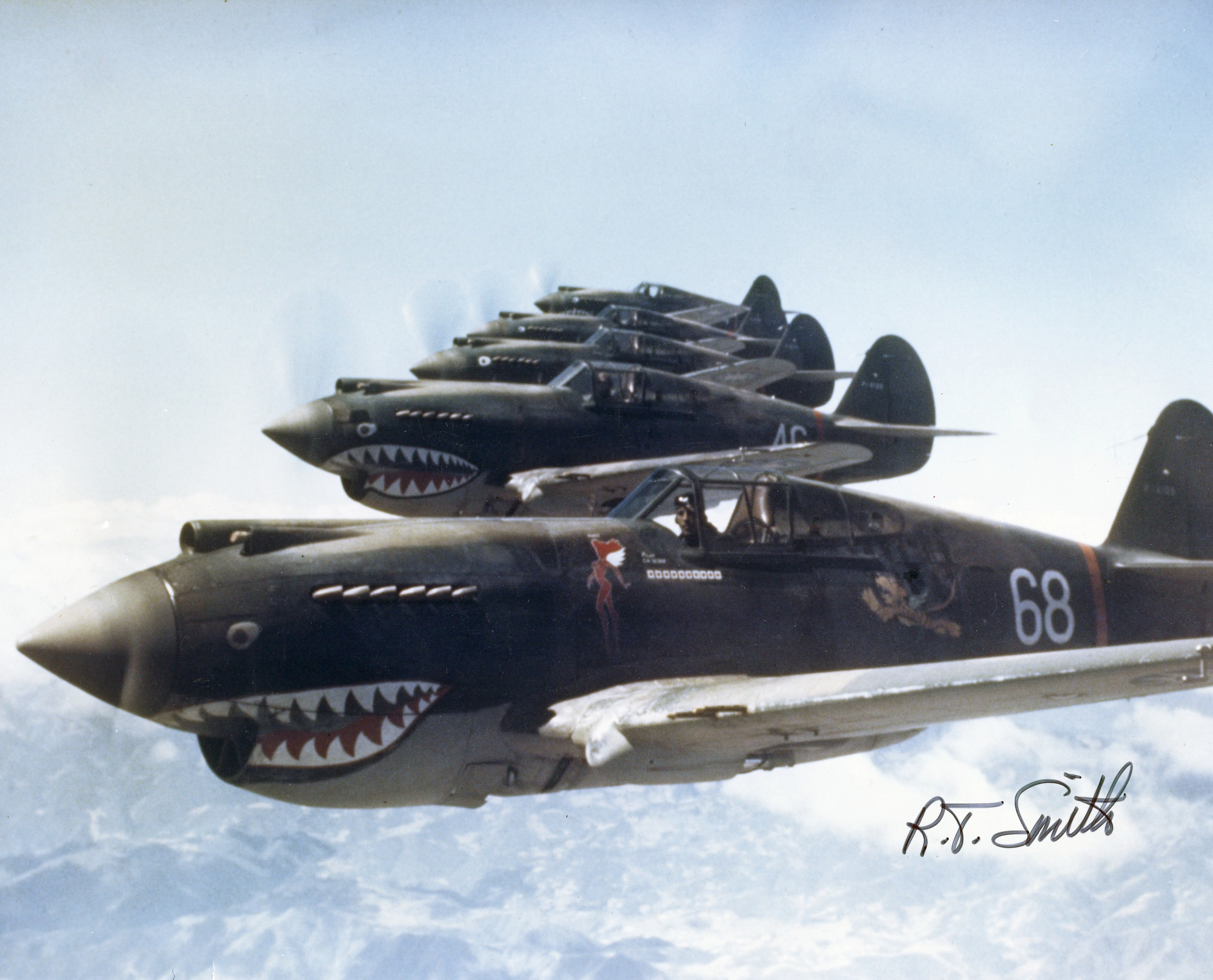
Amerikaanse vrijwilligers in hun Curtiss P-40 (mei 1942)

In 1942 vlogen tientallen Amerikaanse vrijwilligers bij de Chinese luchtmacht die bekend zijn geworden onder de naam Flying Tigers. Zij vlogen met gevechtsvliegtuigen van het type Curtiss P-40 Warhawk. De American Volunteer Group stond onder leiding van de Amerikaan Claire Lee Chennault, een voormalige kapitein bij de luchtmacht.  
Toen de Chinese Burgeroorlog uitbrak vocht de luchtmacht mee tegen het Volksbevrijdingsleger van de communisten. De republikeinse luchtmacht mocht dan wel sterker zijn, de oorlog werd verloren en de nationalisten onder leiding van Chiang Kai-shek trokken zich terug op het eiland Taiwan. De luchtmacht nam nog deel aan de slag om het eiland Kinmen, die werd gewonnen en zo verhinderde dat de communisten ook Taiwan veroverden.

### Republiek China (Taiwan)

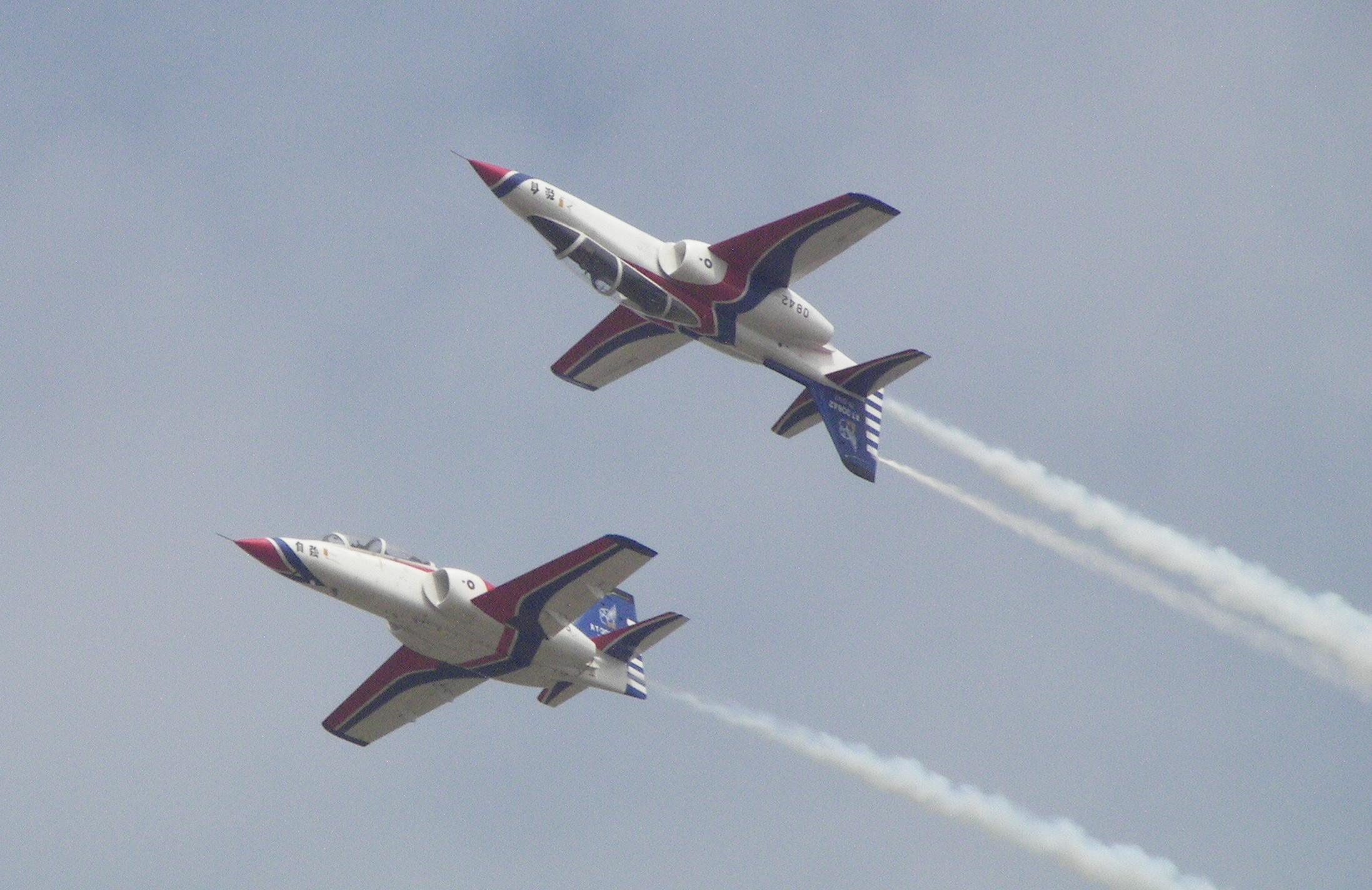
Taiwans eigen AIDC AT-3-trainer.

De Republiek China bleef een bondgenoot van de Verenigde Staten, met wie het een militair verdrag had, en kocht daar dan ook haar nieuwe vliegtuigen in. Haar nieuwe rol was het verdedigen van Taiwan tegen de luchtmacht van het Volksbevrijdingsleger (PLAAF), die almaar sterker wordt. Tijdens patrouilles boven de Straat van Taiwan vonden geregeld incidenten plaats met de PLAAF, die de Sovjet-Unie als hoofdleverancier had, de grote tegenstander van de Verenigde Staten (VS) tijdens de Koude Oorlog.
In de jaren zeventig moesten de VS het verdrag met en de erkenning van Taiwan opzeggen en in de plaats de Volksrepubliek China, die een grootmacht werd, erkennen. Doch bleef men Taiwan gedekt steunen. Amerikaanse bedrijven hielpen onder meer met de ontwikkeling van Taiwans eigen gevechtsvliegtuig toen de politieke situatie nieuwe F-5's en F-16's kopen verhinderde. Na de Koude Oorlog kon Taiwan alsnog F-16's krijgen en is geïnteresseerd om F-35's te bestellen. Naast vliegtuigen werden ook raketten, luchtafweerbatterijen en radarsystemen aangekocht.

## Inventaris
- Lockheed F-16 Fighting Falcon:
  - 144 × F-16: gevecht.
  - 8 × RF-16: verkenning.
- 55 ×  Dassault Mirage 2000: luchtverdediging.
- 126 ×  AIDC F-CK-1 Ching-kuo: luchtoverwicht.
- Northrop F-5:
  - 32 × F-5: opleiding, vroeger gevecht. De F-5 wordt uitgefaseerd.
  - 5 × RF-5: verkenning.
- 6 ×  Grumman E-2 Hawkeye: radarvliegtuig.
- 53 ×  AIDC AT-3 Tzu Chung: doorgezette opleiding.
- 36 ×  Beechcraft T-34 Mentor: basisopleiding.
- 20 ×  Lockheed C-130 Hercules: transport. Eén voor SIGINT.
- 11 ×  Beechcraft 1900: VIP-transport.
- 3 ×  Fokker 50: VIP-transport.
- 1 ×  Boeing 737: Presidentieel vliegtuig.
- 16 ×  Sikorsky S-70: search and rescue.
- 3 ×  Eurocopter EC225 Super Puma: search and rescue.